# 主席府遗迹区

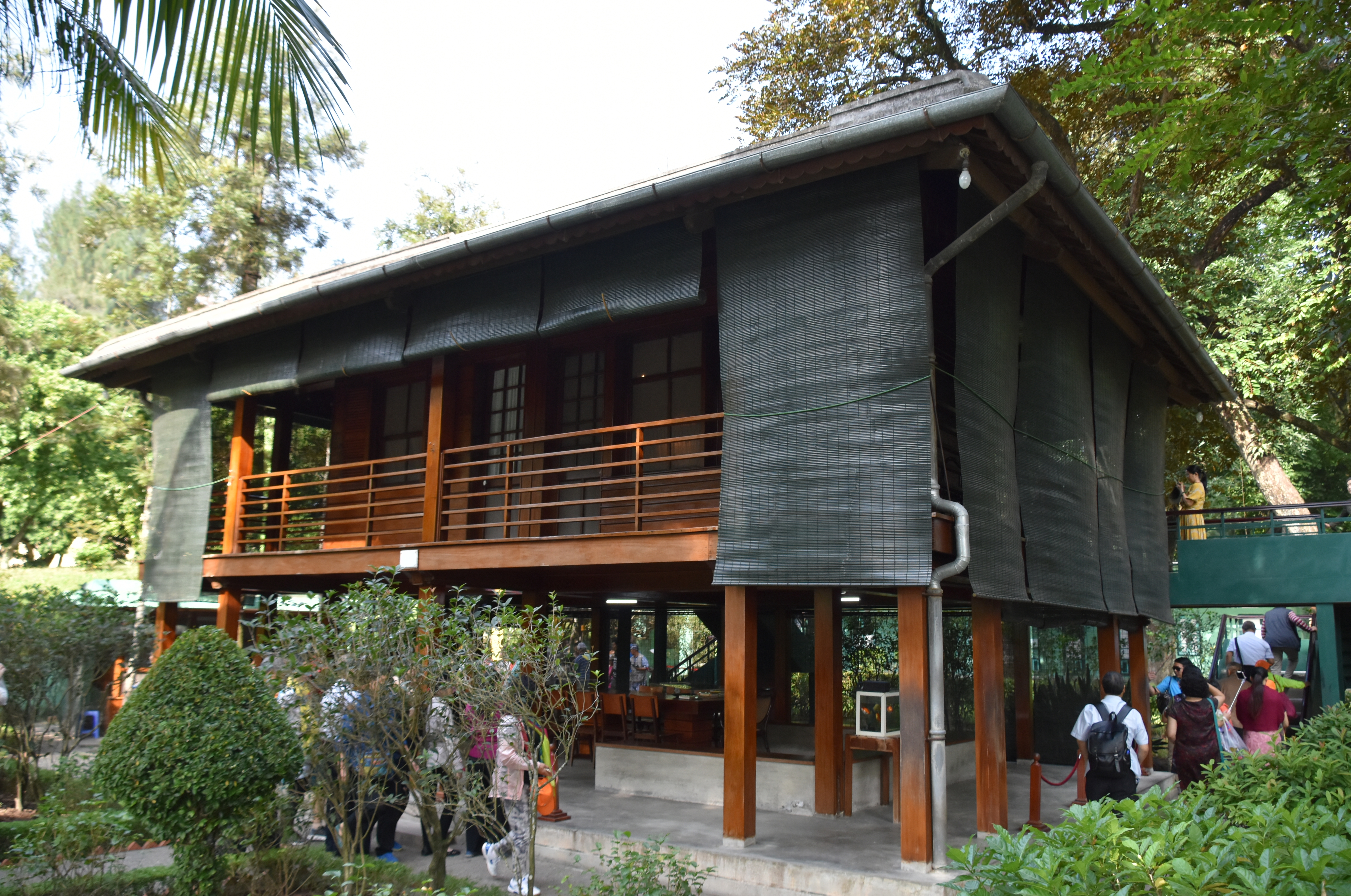
主席府遗迹区

主席府遗迹区（越南语：／）位于越南河內主席府后花园，越南劳动党主席胡志明从1954年12月到1969年9月2日一直在此居住和工作。1975年5月15日由越南文化通訊部核定為國家級紀念區，現列入越南國家級特殊遺產名錄。
該區域原屬古代昇龍皇城西北部。法屬時期被選為法屬印度支那總督府所在地。第一次印度支那戰爭結束後，成為越南共產黨與國家機關辦公場所，同時作為胡志明生活工作之處，亦為其逝世地點。

## 歷史沿革

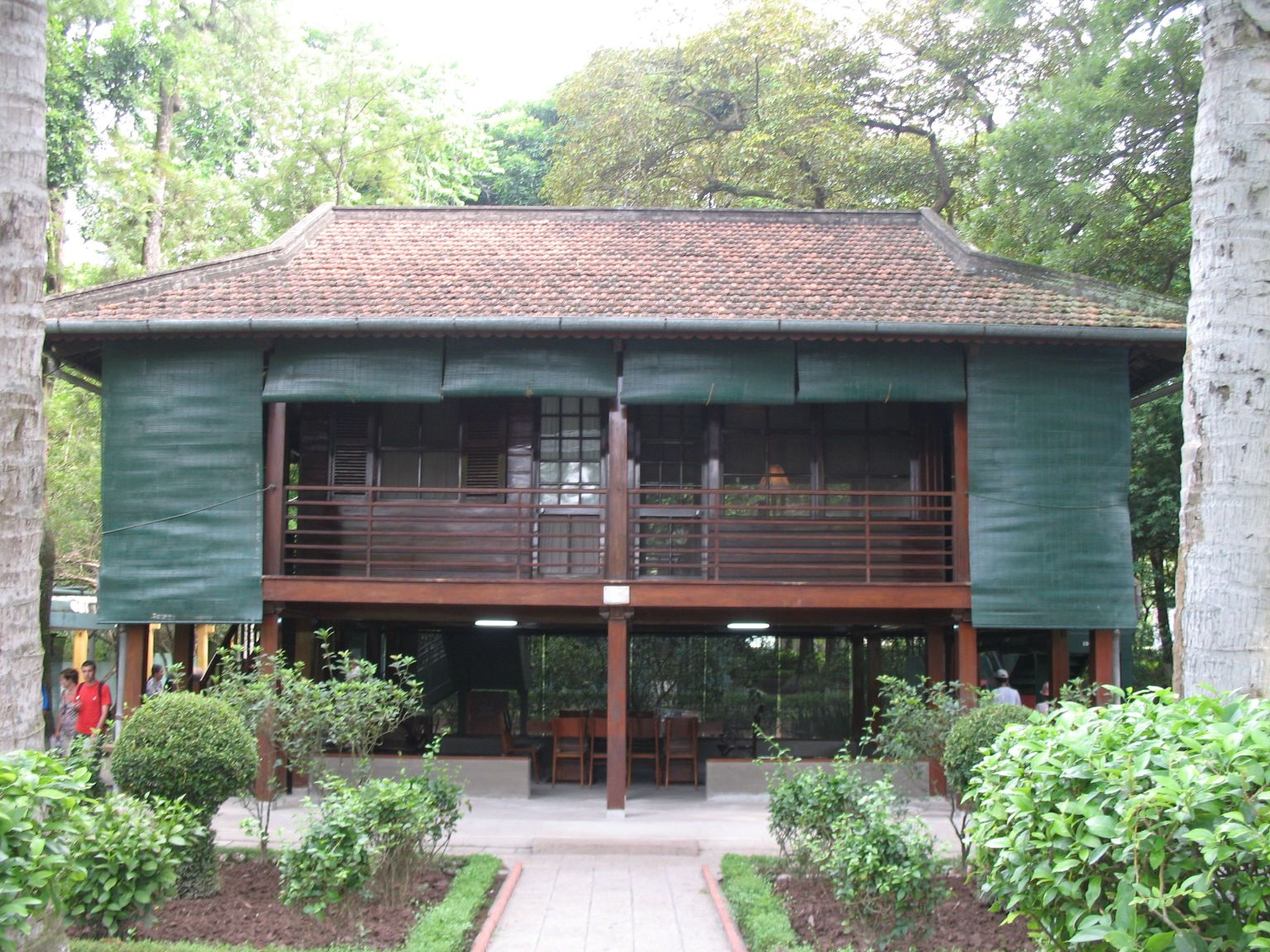
建築入口，一樓為會議廳

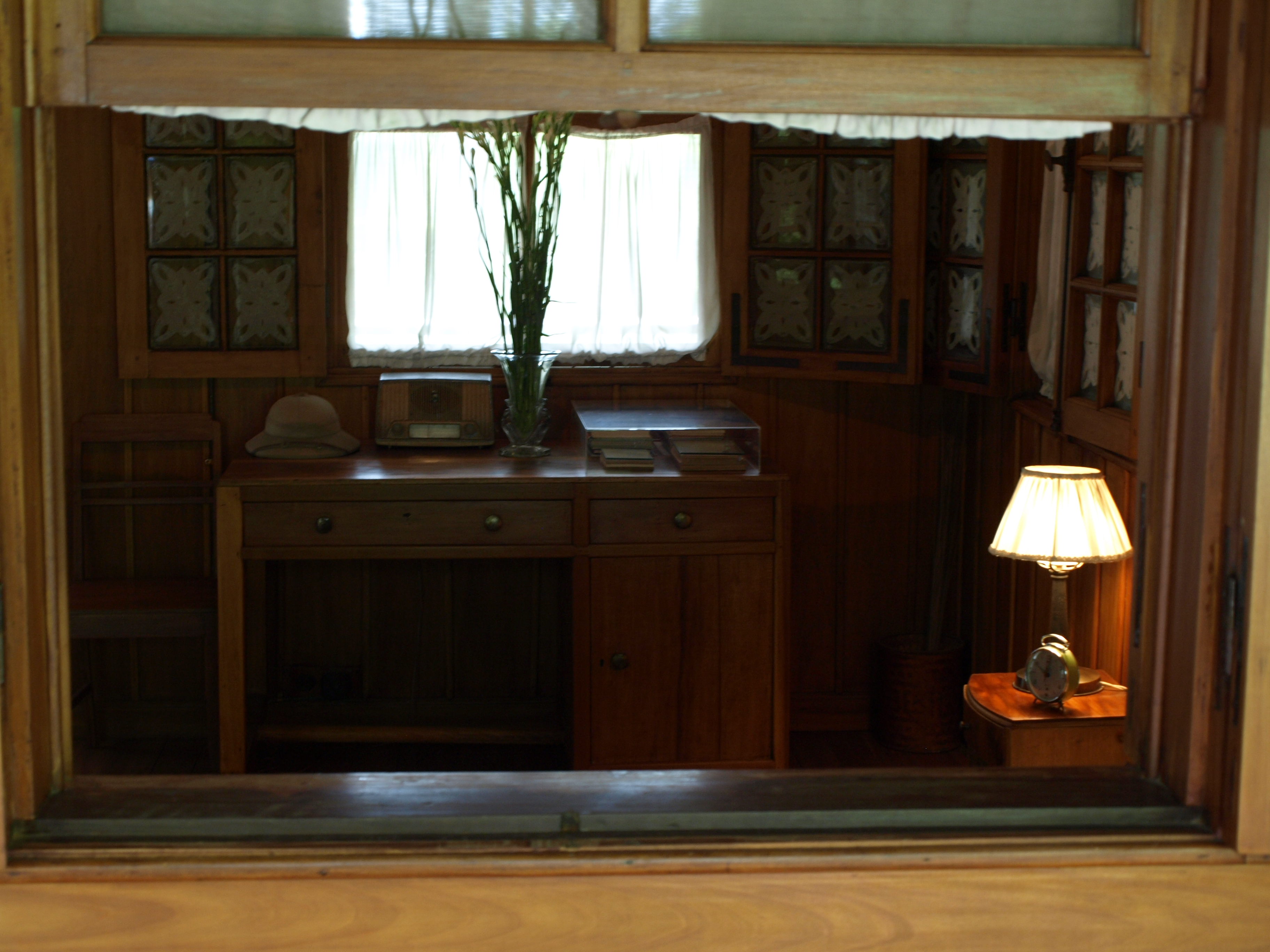
胡志明辦公室內景

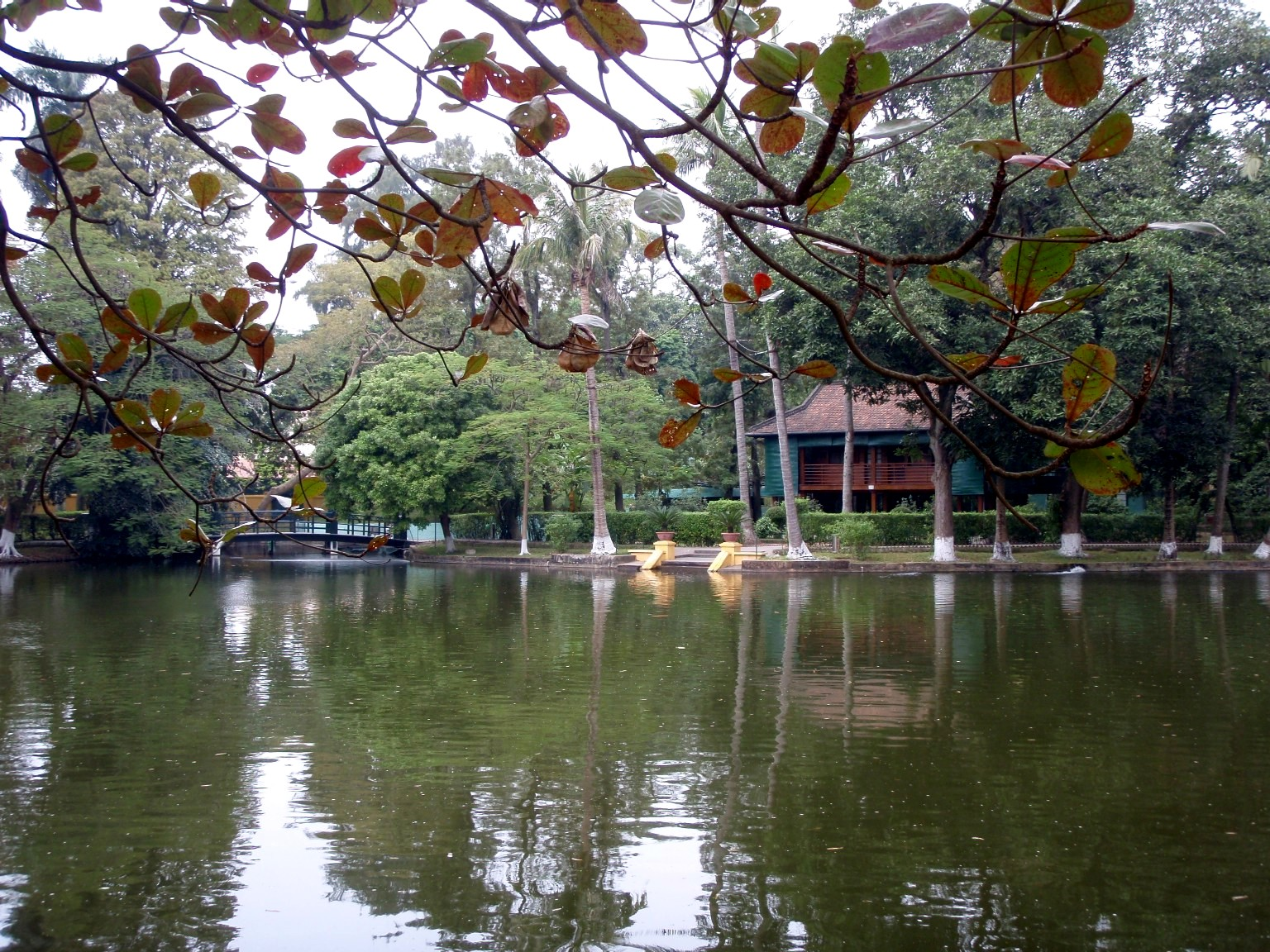
高腳屋旁的花園與池塘

在主席府期間，胡志明曾接見各政黨、宗教團體代表；工人、農民、知識分子、軍隊代表；少數民族代表；南越民眾及越南南方民族解放陣線軍人（越南簡稱「南方同胞戰士」）。
此處亦接待海外越僑代表、少年先鋒隊、青年團、婦女會等團體。1955年2月9日起開放予少年兒童遊憩，此後多次在此舉辦兒童畫展。
胡志明逝世後，該區域轉型為歷史紀念區，吸引大量國內外遊客參訪。1977年9月12日胡志明博物館成立後納入其管轄，1992年11月6日獨立為文化通訊部直屬單位。

## 建築群
紀念區總面積逾14公頃，其中22,000平方公尺為核心保護範圍，包含16處建物，年代最久者逾百年。重要建築包括：
- 高腳屋: 仿照越北民族傳統建築重建，胡志明1958年5月18日至1969年8月17日居所。1969年按原貌復建於河內，原始構件現存博物館庫房[1]。
- 54號屋: 胡志明1954年12月19日至1958年5月18日主要辦公場所，遷居高腳屋後仍每日至此用餐。
- 政治局會議廳: 1968年春節攻勢決策地點。
- 67號屋: 政治局會議場所，亦為胡志明療養及逝世處。
- 接待花廊: 主要外賓接見場所。
- A、B廚房
- 總理官邸
- 政令簽署廳
- 芒果小徑: 胡志明日常散步與晨運路線。
- 胡伯伯小徑: 園區內一條步道，為胡志明鍛煉身體以備「南下探訪南越人民」之用
- 胡伯伯魚池: 面積3,320平方公尺，深3公尺，飼養多種魚類。

園區內共存有54科161種植物，其中58種為外來品種。

## 當代發展
2024年河內蓮花節期間，經濟文化藝術研究院捐贈以1,944幅蓮花照片拼貼而成的強化玻璃材質胡志明肖像，現於紀念區永久展示。